# Andrzej Wójtowicz (lekkoatleta)
Andrzej Wójtowicz – polski lekkoatleta, specjalizujący się w biegach sprinterskich.

## Osiągnięcia
- Mistrzostwa Polski seniorów w lekkoatletyce (4 medale)[1]
  - Wrocław 1952
    - złoty medal w sztafecie 4 × 100 m
    - brązowy medal w biegu na 200 m

  - Warszawa 1953
    - brązowy medal w sztafecie 4 × 100 m

  - Warszawa 1954
    - brązowy medal w sztafecie 4 × 100 m